# 프랭클린 J. 섀프너

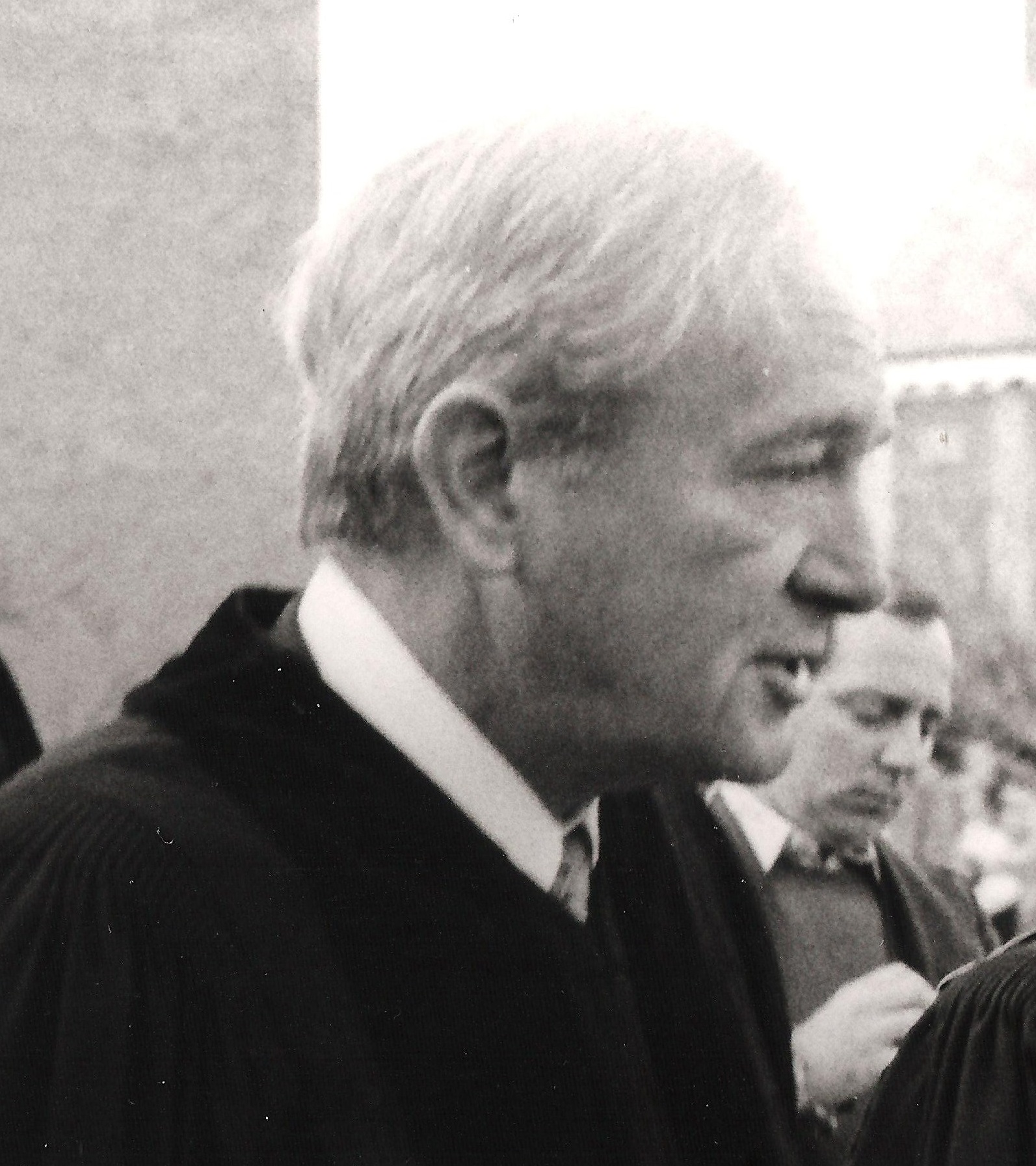

프랭클린 제임스 섀프너(Franklin James Schaffner, 1920년 5월 30일 ~ 1989년 7월 2일)는 미국의 영화, 텔레비전, 무대 감독이다.

## 작품

### 영화
- 스튜디오 윈 (1948)
- 더 듀퐁트 쇼 오브 더 위크 (1961)
- 스트리퍼 (1963)
- 베스트 맨 (1964)
- 더블 맨 (1965)
- 워 로드 (1965)
- 혹성탈출
- 패튼 대전차 군단 (1970)
- 니콜라스와 알렉산드라 (1971)
- 빠삐용 (1973)
- 바하마의 별 (1977)
- 우리 마을 (1977)
- 브라질에서 온 소년 (1978)
- 스핑크스 (1981)
- 죠르지오의 사랑 (1982)
- 라이온하트 (1987)
- 웰컴 홈(1989)
- 혹성 탈출 탄생 스토리 (1998)

### 수상
- 1971년 제43회 미국 아카데미 시상식 감독상[1]
- 1971년 제23회 미국 감독 조합상 영화부문 감독상

## 경력
- 1987~1989 미국 연출가 협회 회장